# Liste der Gottesdienstkantaten Telemanns/B
Dies ist eine Teilliste der Kantaten Georg Philipp Telemanns für den gottesdienstlichen Gebrauch mit dem Anfangsbuchstaben „B“ (TVWV 1:115 – 1:134). Sie ist in die Liste der Gottesdienstkantaten Telemanns eingebunden und sollte auch dort gelesen werden, um den Gesamtüberblick und die Funktion der Sortierbarkeit nach verschiedenen Kriterien über die Gesamtliste nutzen zu können.
| TVWV    | Titel                                       | Jahrgang                                    | Textdichter                   | erste Aufführung | Sonntag/Festtag im Kirchenjahr/Anlass | Besetzung                              | Anmerkung                               | Noten                                     | RISM                                                                        |
| ------- | ------------------------------------------- | ------------------------------------------- | ----------------------------- | ---------------- | ------------------------------------- | -------------------------------------- | --------------------------------------- | ----------------------------------------- | --------------------------------------------------------------------------- |
| 01:115  | Barmherzig und gnädig ist der Herr          |                                             |                               |                  | 22. Sonntag nach Trinitatis           |                                        | [verschollen]                           |                                           |                                                                             |
| 01:115a | Barmherzigkeit kann uns Gott ähnlich machen | Geistliche Arien                            | Johann Friedrich Helbig       | 1727             | 6. Sonntag nach Trinitatis            | Stimme solo, Vl, Va, Bc                | vollständige Kantate siehe 1:1266       |                                           |                                                                             |
| 01:116  | Barmherzig und gnädig ist der Herr          | Harmonisches Lob Gottes                     | Johann Friedrich Helbig       | 1726/27          | 22. Sonntag nach Trinitatis           | SATB, 2 Ob, 2 Vl, Va, Vc, Bc           |                                         | Ms. Ff. Mus. 786                          | RISM ID: 450003754                                                          |
| 01:117  | Bedenk o Mensch, erwäge doch                |                                             |                               |                  | Ostersonntag                          |                                        | [verschollen]                           |                                           |                                                                             |
| 01:117a | Beglückte Mutter, neues Zion                | Geistliche Arien                            | Johann Friedrich Helbig       | 1727             | Epiphanias                            | Stimme solo, Vl, Va, Bc                | vollständige Kantate siehe 1:261        |                                           | RISM ID: 302000132                                                          |
| 01:118  | Beglückte Zeit, die uns                     | Harmonischer Gottes-Dienst                  | Matthäus Arnold Wilckens      | 1725/26          | 24. Sonntag nach Trinitatis           | Stimme solo, Bc                        |                                         | gs11-08-anh-11m Becker III.2.181/12 IMSLP | RISM ID: 225004575 RISM ID: 190017445 RISM ID: 240004907 RISM ID: 702000950 |
| 01:119  | Begnadigte Seelen, gesegneter               | Harmonischer Gottes-Dienst                  | to Büren                      | 1725/26          | 5. Sonntag nach Trinitatis            | Stimme solo, Ob, Bc                    |                                         | gs11-08-2-06m IMSLP                       | RISM ID: 240004908                                                          |
| 01:120  | Bei dem Herrn findet man Hülfe              | Jahrgang ohne Recitativ                     | Benjamin Neukirch             | 1724/25          | 12. Sonntag nach Trinitatis           | SATB, 2 Ob, 2 Vl, Va, Vc, Bc           |                                         | Ms. Ff. Mus. 787                          | RISM ID: 450003755                                                          |
| 01:121  | Bekehret euch zu mir                        | Ruhe nach geschehener Arbeit                | Tobias Heinrich Schubart      | 1731/32          | 3. Sonntag nach Trinitatis            | SATB, 2 Ob, 2 Vl, Va, Vc, Bc           |                                         | Ms. Ff. Mus. 788                          | RISM ID: 450003756                                                          |
| 01:122  | Belebende Lüfte, nicht modernde Düfte       |                                             |                               |                  | Ostersonntag                          | SATB, 2 Ob, 2 Tr, Ti, 2 Vl, Va, Vc, Bc |                                         |                                           | RISM ID: 452513331 RISM ID: 469056600                                       |
| 01:123  | Bequemliches Leben, gemächlicher Stand      | Oratorischer Jahrgang                       | Albrecht Jakob Zell           | 1730/31          | 2. Sonntag nach Ostern                | SATB, SATB, 2 Vl, Va, Bc               |                                         |                                           | RISM ID: 469063200                                                          |
| 01:123a | Beschämt und zitternd fall ich hier         | Geistliche Arien                            | Johann Friedrich Helbig       | 1727             | 3. Sonntag nach Trinitatis            | Stimme solo, Vl, Va, Bc                | vollständige Kantate siehe 1:1404       |                                           |                                                                             |
| 01:124  | Bestelle dein Haus                          |                                             |                               |                  | 16. Sonntag nach Trinitatis           | SB, 2 Bfl, 2 Vl, Va, Bc                |                                         | Mus.2392-E-542                            | RISM ID: 210000009                                                          |
| 01:125  | Bete nur, betrübtes Herze                   | Gottgeheiligte Kirchenmusik                 | Erdmann Neumeister            | 1731/32          | Rogate                                | SATB, 2 Vl, Va, Vc, Bc                 | Komposition von Johann Balthasar König  | Ms. Ff. Mus. 789                          | RISM ID: 450003757                                                          |
| 01:125a | Betrübter Lohn der Missetaten               | Fortsetzung des Harmonischen Gottesdienstes | Tobias Heinrich Schubart      |                  | 19. Sonntag nach Trinitatis           | Stimme solo, 2 Ob, Bc                  | vollständige Kantate siehe 1:16         | IMSLP                                     | RISM ID: 702001003                                                          |
| 01:125b | Beweget euch munter, ihr lässigen Hände     | Fortsetzung des Harmonischen Gottesdienstes | Tobias Heinrich Schubart      | 1731/32          | Septuagesimae                         | Stimme solo, Vl, Bc                    | ganze Kantate siehe 1:1696              | Becker III.2.179/23 IMSLP                 | RISM ID: 225004611 RISM ID: 702000969                                       |
| 01:126  | Bin ich ja schwach, lass dein T.            |                                             | Matthäus Arnold Wilckens      |                  | 4. Adventssonntag                     |                                        | [verschollen]                           |                                           |                                                                             |
| 01:126a | Bist du denn so gar vergiftet               | Geistliche Arien                            | Johann Friedrich Helbig       | 1727             | 2. Sonntag nach Trinitatis            | Stimme solo, Vl, Va, Bc                | vollständige Kantate siehe 1:1563       |                                           | RISM ID: 1001023154                                                         |
| 01:127  | Bittet, so wird euch gegeben                | Geistliches Singen und Spielen              | Erdmann Neumeister            | 1710/11          | Rogate                                | SATB, 2 Ob, 2 Vl, Va, Vc, Bc           |                                         | Ms. Ff. Mus. 792                          | RISM ID: 450003760 RISM ID: 450008904 RISM ID: 454600688                    |
| 01:128  | Bittet, so wird euch gegeben                | 2. Concertenjahrgang                        | Gottfried Simonis             | 1720/21          | 2. Fastensonntag                      | SATB, 2 Fl, 2 Ob, 2 Vl, Va, Vc, Bc     |                                         | Ms. Ff. Mus. 791                          | RISM ID: 450003759 RISM ID: 469048900                                       |
| 01:129  | Bittet, so wird euch gegeben                | Harmonisches Lob Gottes                     | Johann Friedrich Helbig       | 1726/27          | Rogate                                |                                        | [verschollen] Arien-Auszug siehe 1:465a |                                           |                                                                             |
| 01:130  | Bleib, o Jesu, bleib bei mir                |                                             |                               |                  | Sonstige Kantaten                     | Sopran solo, 2 Vl, Bc                  |                                         |                                           |                                                                             |
| 01:130a | Blitz, der Herz und Geist zerschmettert     | Geistliche Arien                            | Johann Friedrich Helbig       | 1727             | 11. Sonntag nach Trinitatis           | Stimme solo, Vl, Va, Bc                | vollständige Kantate siehe 1:1466       |                                           |                                                                             |
| 01:130b | Blut, das Glut und Eifer löschet            | Geistliche Arien                            | Johann Friedrich Helbig       | 1727             | Palmsonntag                           | Stimme solo, Vl, Va, Bc                | vollständige Kantate siehe 1:149        |                                           |                                                                             |
| 01:131  | Brannte nicht unser Herz in uns             | Jahrgang ohne Recitativ                     | Johann Friedrich Helbig       | 1724/25          | Ostermontag                           | SATB, 2 Ob, 2 Vl, Va, Vc, Bc           |                                         | Ms. Ff. Mus. 793                          | RISM ID: 450003761 RISM ID: 702001043                                       |
| 01:132  | Brausende Stürme, wallende Wellen           | Brandenburg-Jahrgang                        | Michael Christoph Brandenburg | 1723/24          | 4. Sonntag nach Epiphanias            | SATB, 2 Ob, 2 Vl, Va, Vc, Bc           |                                         | Ms. Ff. Mus. 794                          | RISM ID: 450003762                                                          |
| 01:132a | Brecht, ihr heißen Seufzer, los             | Geistliche Arien                            | Johann Friedrich Helbig       | 1727             | 3. Sonntag nach Ostern                | Stimme solo, Vl, Va, Bc                | vollständige Kantate siehe 1:1556       |                                           |                                                                             |
| 01:133  | Brich an und werde Lichte                   |                                             |                               | 1749/50          | 1. Weihnachtstag                      | SATB, Ob, 2 Tr, Ti, 2 Vl, Va, Vc, Bc   |                                         |                                           | RISM ID: 452513238                                                          |
| 01:134  | Brich dem Hungrigen dein Brot               | Französischer Jahrgang                      | Erdmann Neumeister            | 1714/15          | 13. Sonntag nach Trinitatis           | SATB, 2 Ob, 2 Vl, Va, Vc, Bc           |                                         | Ms. Ff. Mus. 795                          | RISM ID: 450003763 RISM ID: 225004726                                       |